# FSF 자유 소프트웨어상

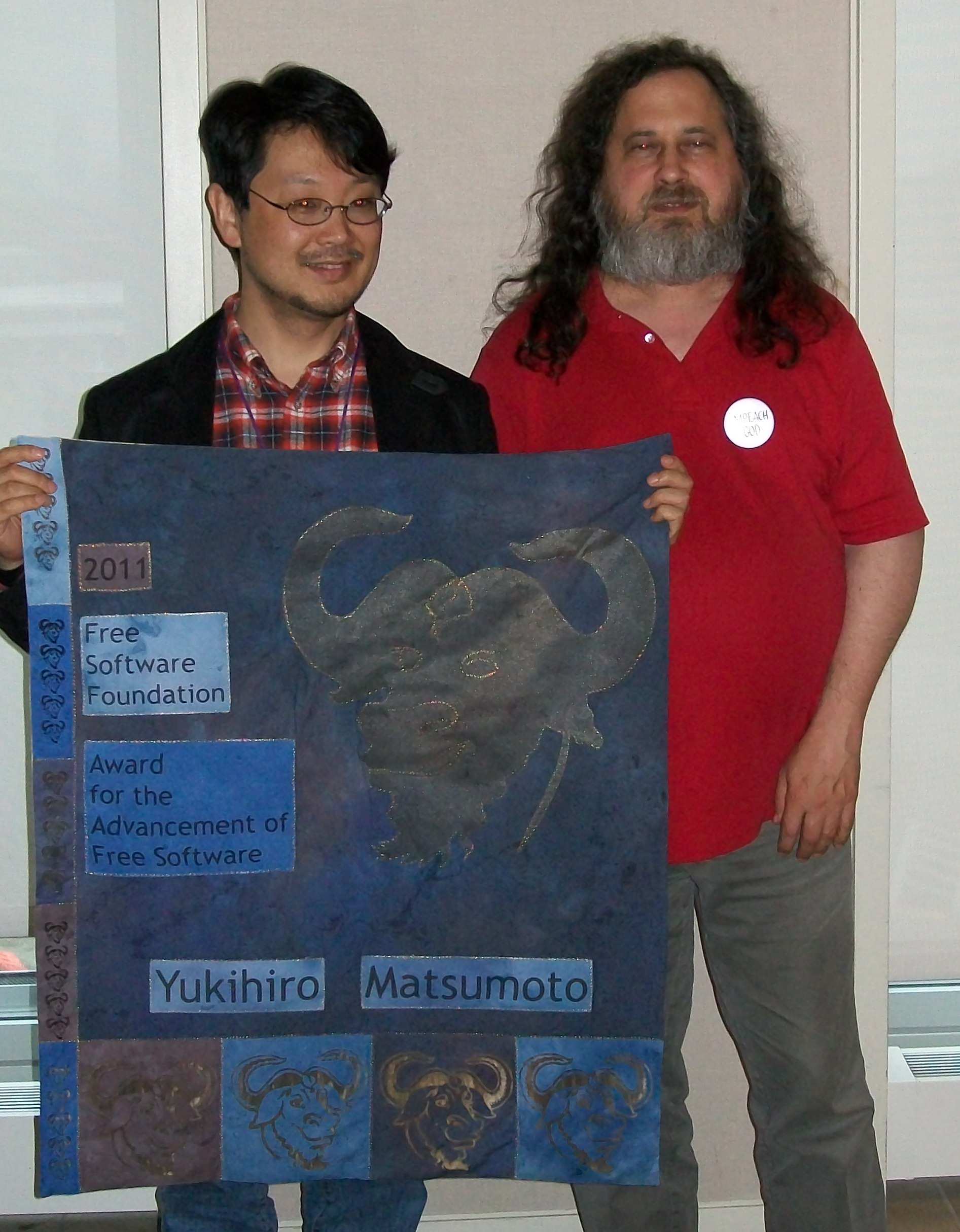
FSF의 회장 리처드 스톨먼이 2011년 자유 소프트웨어 진보상을 마츠모토 유키히로에게 수여하고 있다

자유 소프트웨어 재단(FSF)은 해마다 두 차례의 상을 수여한다. 1998년 이후로 FSF는 자유 소프트웨어 진보(Advancement of Free Software)상을 수여해왔으며, 2005년부터는 사회적 편익 프로젝트의 자유 소프트웨어상(Free Software Award for Projects of Social Benefit)을 수여하고 있다.

## 행사
1999년 뉴욕의 제이컵 재비츠 센터에서 개최되었다. 2000년 수상식이 프랑스 파리의 유대미술역사박물관에서 개최되었다. 2001년부터 2005년까지 브뤼셀의 자유-오픈 소스 소프트웨어 개발자 유럽 회의(FOSDEM)에서 상이 수여되었다. 2006년 이후로는 메사추세츠주 케임브리지의 FSF 연간 멤버 미팅에서 상이 수여되고 있다.

## 자유 소프트웨어 진보상
자유 소프트웨어 진보상은 자유 소프트웨어의 정신에 맞는 활동을 통해 자유 소프트웨어의 진보와 개발에 상당한 기여를 한 것으로 간주되는 인물에게 자유 소프트웨어 재단(FSF)에 의해 수여되고 있다.

### 수상자
출처: Award for the Advancement of Free Software
| 래리 월, 1998            | 미겔 데 이카사, 1999     |
| 브라이언 폴, 2000        | 귀도 반 로섬, 2001       |
| 로런스 레시그, 2002      | 앨런 콕스, 2003          |
| en:Theo de Raadt, 2004   | en:Andrew Tridgell, 2005 |
| en:Theodore Ts'o, 2006   | en:Harald Welte, 2007    |
| en:Wietse Venema, 2008   | John Gilmore, 2009       |
| en:Rob Savoye, 2010      | 마츠모토 유키히로, 2011  |
| Fernando Pérez, 2012     | en:Matthew Garrett, 2013 |
| Sébastien Jodogne, 2014  | 워너 코흐, 2015          |
| en:Alexandre Oliva, 2016 | en:Karen Sandler, 2017   |

## 사회적 편익상
출처: The Award for Projects of Social Benefit

### 수상자
사회적 편익상은 2005년에 첫 수여되었으며 수상자는 아래와 같다:
2005 위키백과
2007 Groklaw
2008 크리에이티브 커먼즈
2010 토어
2012 OpenMRS
2013 그놈 재단의 여성을 위한 복지 계획(Outreach Program for Women)
2014 Reglue
2015 라이브러리 자유 프로젝트(Library Freedom Project)
2016 SecureDrop
2017 퍼블릭 랩